# Ісмаїлова Лейла Ризванівна
Лейла Ризванівна Ісмаїлова (біл. Лейла Рызванаўна Ісмаілава; нар. 28 липня 1989, Мінськ, Білорусь) — білоруська журналістка, ведуча музичних телевізійних програм, модель. Зокрема, вела дитячий конкурс пісні «Євробачення 2010 р., який проходив у Мінську (разом з Д. Кур'яном), оголошувала результати голосування від Білорусі на «Євробаченні» 2011 р., і була ведучою національного відбору в Білорусі для «Євробачення» 2012 року.

## Біографія
Лейла народилася в сім'ї Р. І. Ісмаїлова, уродженця міста Агдам (Азербайджан), і мінчанки Г. І. Ружанцевої. Через місяць після народження дочки сім'я переїхала до міста Баку.
Коли Лейлі було 3 роки, її батько, який працював директором нафтобази в Агдамі, загинув під час вірмено-азербайджанського збройного конфлікту в результаті обстрілу з вірменської сторони. Мати з трьома дітьми повернулася у Мінськ.
Лейла почала публікувати матеріали в 15 років. У 2006 році закінчила Ліцей Білоруського державного університету (клас історії), а потім — інститут журналістики БДУ (аудіовізуальна журналістика, диплом з відзнакою, краща випускниця інституту 2011 р.).
У 2010 році, за стипендіальної програми Європейського Союзу - Erasmus Mundus, навчалася в Університеті Арістотеля (Салоніки, Центральна Македонія, Греція). Звідти направила заявку в Мінськ на відбір ведучих для дитячого «Євробачення». Успішно пройшла відбір, що стало початком її телевізійної роботи.
Знімається також у музичних кліпах, фото — і телевізійній рекламі. Брала участь у III з'їзді азербайджанців світу. З 2011 ррку навчається в одній з акторських шкіл в Голлівуді Лос-Анджелес, штат Каліфорнія, США).
Мати Лейли — вчителька російської мови і літератури в гімназії. Старша сестра Есміра — журналіст, економіст і літератор; працювала, зокрема, в Посольстві Азербайджану в Білорусі, в даний час — в представництві Програми розвитку ООН в Мінську. Молодший брат Бахрам навчається в університеті.

## Основні телепрограми
- Дитячий конкурс пісні «Євробачення» 2010 року — ведуча.
- Конкурс пісні «Євробачення» 2011 року — оголошувач від Білорусі.
- Спортивно-розважальна телегра «Битва титанів» (фр. «Intervilles»), Франція, 2011 рік — учасниця команди Білорусі.
- «Музичні вечори в Мірському замку» 2011 рік — ведуча.
- Міжнародний фестиваль мистецтв «Слов'янський базар у Вітебську» 2011 рік — ведуча.
- «Єврофест» (національний відбір на конкурс пісні «Євробачення» 2012 рік) — ведуча.

## В музичних кліпах
- Vinsent — «Осінній вальс»
- The Maneken — «Зворотний квиток»

## Модель
- Колекція шарфів «Керолайн Монік» 2013 р. (м. Беверлі-Гіллз, округ Лос-Анджелес, штат Каліфорнія)

## Нагороди та премії
- Титул «Міс преса» на конкурсі «Міс Мінськ» 2009 року.
- Національна премія «Телевершина» 2011 року в номінації «Краща ведуча музично-розважального шоу».